# 2022-es labdarúgó-világbajnokság-selejtező (UEFA – pótselejtezők)
A 2022-es labdarúgó-világbajnokság-selejtező európai pótselejtezője döntött arról a három csapatról, amely az első fordulóból kijutó 10 csapat mellett kijutott a világbajnokságra. A pótselejtezőn az első forduló 10 második helyezettje és a Nemzetek Ligájának az a két legjobb csoportgyőztese vett részt, amelyek az első fordulóban nem az első két hely valamelyikén végeztek. A csapatokat három ágra osztották áganként négy csapattal, mindegyik ág két elődöntőből és egy döntőből állt. A mérkőzéseket 2022 márciusában és júniusában játszották.

## Formátum
A selejtező formátumát az UEFA Végrehajtó Bizottsága erősítette meg 2019. december 4-én. A pótselejtező részben a 2020–2021-es UEFA Nemzetek Ligája eredményeitől függ.
A 12 csapatot három ágra osztották, minden ágon 4 csapat szerepelt. Mindegyik ág két, egymérkőzéses elődöntőből és egy egymérkőzéses döntőből állt. Az elődöntőket 2022. március 24-én és 25-én, a döntőket március 28-án és 29-én játsszák. A három ág döntőjének győztese kijutott a világbajnokságra. Az elődöntőkön az első forduló hat legjobb második helyezettje volt a pályaválasztó, a döntők pályaválasztóit sorsolták.
Az ágak egyenes kieséses rendszerben zajlottak. Ha a rendes játékidő végén az eredmény döntetlen volt, akkor 30 perces hosszabbítás következett, mindkét csapat egy negyedik cserelehetőséget kapott. Ha a hosszabbítást követően is döntetlen volt az eredmény, akkor büntetőpárbaj döntött a győztesről.

## Résztvevők

### Az első forduló második helyezettjei
Az első fordulóból a 10 második helyezett jutott be a pótselejtezőbe. A hat legjobb kiemelt, a négy további második helyezett nem kiemelt volt a sorsoláskor. A sorrend megállapításánál csak az első öt helyezett elleni eredményeket kellett figyelembe venni.

| Hely. | Cs | Csapat          | M | Gy | D | V | G+ | G– | Gk  | P  | Hatodik elleni mérkőzések kivételével | Kiemelés                         |
| ----- | -- | --------------- | - | -- | - | - | -- | -- | --- | -- | ------------------------------------- | -------------------------------- |
| 1.    | A  | Portugália      | 8 | 5  | 2 | 1 | 17 | 6  | +11 | 17 | —                                     | Kiemelt csapat a sorsoláskor     |
| 2.    | F  | Skócia          | 8 | 5  | 2 | 1 | 14 | 7  | +7  | 17 | Moldova                               | Kiemelt csapat a sorsoláskor     |
| 3.    | C  | Olaszország     | 8 | 4  | 4 | 0 | 13 | 2  | +11 | 16 | —                                     | Kiemelt csapat a sorsoláskor     |
| 4.    | H  | Oroszország     | 8 | 5  | 1 | 2 | 14 | 5  | +9  | 16 | Málta                                 | Kiemelt csapat a sorsoláskor     |
| 5.    | B  | Svédország      | 8 | 5  | 0 | 3 | 12 | 6  | +6  | 15 | —                                     | Kiemelt csapat a sorsoláskor     |
| 6.    | E  | Wales           | 8 | 4  | 3 | 1 | 14 | 9  | +5  | 15 | —                                     | Kiemelt csapat a sorsoláskor     |
| 7.    | G  | Törökország     | 8 | 4  | 3 | 1 | 18 | 16 | +2  | 15 | Gibraltár                             | Nem kiemelt csapat a sorsoláskor |
| 8.    | I  | Lengyelország   | 8 | 4  | 2 | 2 | 18 | 10 | +8  | 14 | San Marino                            | Nem kiemelt csapat a sorsoláskor |
| 9.    | J  | Észak-Macedónia | 8 | 3  | 3 | 2 | 14 | 11 | +3  | 12 | Liechtenstein                         | Nem kiemelt csapat a sorsoláskor |
| 10.   | D  | Ukrajna         | 8 | 2  | 6 | 0 | 11 | 8  | +3  | 12 | —                                     | Nem kiemelt csapat a sorsoláskor |

### A Nemzetek Ligája két legjobb csoportgyőztese
A 2020–2021-es UEFA Nemzetek Ligája összesített rangsora alapján, a Nemzetek Ligája csoportgyőztesei közül az a két legjobb csapat, amelyik a világbajnoki selejtezőben a csoportjában az első két helyén kívül végzett, részt vehetett a pótselejtezőn és nem kiemelt volt a pótselejtező sorsolásán.

Jelölések
- (1) Első helyen végzett a csoportban és kijutott a világbajnokságra
- (2) Második helyen végzett a csoportban és a pótselejtezőbe jutott
- (P) A Nemzetek Ligája egyik legjobb csoportgyőzteseként, és a selejtezőcsoportban az első két helyezett kívüliként a pótselejtezőbe jutott
- (K) Kiesett

| NL | Hely. | Csoportgyőztes | Csoportgyőztes | Csoport |
| -- | ----- | -------------- | -------------- | ------- |
| A  | 1.    | Franciaország  | (1)            | D       |
| A  | 2.    | Spanyolország  | (1)            | B       |
| A  | 3.    | Olaszország    | (2)            | C       |
| A  | 4.    | Belgium        | (1)            | E       |
| B  | 17.   | Wales          | (2)            | E       |
| B  | 18.   | Ausztria       | (P)            | F       |
| B  | 19.   | Csehország     | (P)            | E       |
| B  | 20.   | Magyarország   | (K)            | I       |
| C  | 33.   | Szlovénia      | (K)            | H       |
| C  | 34.   | Montenegró     | (K)            | G       |
| C  | 35.   | Albánia        | (K)            | I       |
| C  | 36.   | Örményország   | (K)            | J       |
| D  | 49.   | Gibraltár      | (K)            | G       |
| D  | 50.   | Feröer         | (K)            | F       |

## Sorsolás
Az első forduló befejezését követően a 12 csapatot három ágra sorsolták, áganként négy csapattal. A sorsolást 2021. november 26-án, 17 órakor tartották Zürichben. A sorsolás során a következő eljárást alkalmazták:
- A hat kiemelt csapat az 1–6. elődöntő pályaválasztó csapata, a sorsolás sorrendjében.
- A hat nem kiemelt csapat az 1–6. elődöntő vendégcsapata, a sorsolás sorrendjében.
- Az A ágat az 1. és 2. elődöntő alkotja, a győztesek az A döntőbe kerülnek.
- A B ágat a 3. és 4. elődöntő alkotja, a győztesek a B döntőbe kerülnek.
- A C ágat az 5. és 6. elődöntő alkotja, a győztesek a C döntőbe kerülnek.
- Az A, B és C döntők pályaválasztóit sorsolják.

Politikai okok miatt Oroszország és Ukrajna nem kerülhetett azonos ágra.
A hat legjobb második helyezett kiemelt lett, a négy további második helyezett és a két Nemzetek Ligája alapján résztvevő csapat pedig nem lett kiemelt. A kiemelés a következő:
| Csapat      | Hely. |
| ----------- | ----- |
| Portugália  | 1.    |
| Skócia      | 2.    |
| Olaszország | 3.    |
| Oroszország | 4.    |
| Svédország  | 5.    |
| Wales       | 6.    |

| Csapat          | Hely.  |
| --------------- | ------ |
| Törökország     | 7.     |
| Lengyelország   | 8.     |
| Észak-Macedónia | 9.     |
| Ukrajna         | 10.    |
| Ausztria        | NL–18. |
| Csehország      | NL–19. |

## Naptár
Az elődöntőket 2022. március 24-én, a döntőket március 29-én játszották. Az A ág egyik elődöntőjét és döntőjét június 1-jén és 5-én játszották le.

## A ág
Az Ukrajna elleni orosz invázió miatt az Ukrán labdarúgó-szövetség a Skócia elleni mérkőzés elhalasztását kérte a FIFA-tól. Március 8-án a FIFA júniusra halasztotta a Skócia–Ukrajna mérkőzést és az A ág döntőjét.

### Ágrajz
|  |                   |           |           |                 |   |       |       |       |
|  | Elődöntők         | Elődöntők | Elődöntők |                 |   | Döntő | Döntő | Döntő |
|  | Elődöntők         | Elődöntők | Elődöntők |                 |   | Döntő | Döntő | Döntő |
|  | 2022. március 24. |           |           |                 |   |       |       |       |
|  |                   |           |           |                 |   |       |       |       |
|  | Wales             | Wales     | 2         |                 |   |       |       |       |
|  | Wales             | Wales     | 2         | 2022. június 5. |   |       |       |       |
|  | Ausztria          | Ausztria  | 1         |                 |   |       |       |       |
|  | Ausztria          | Ausztria  | 1         |                 |   | Wales | Wales | 1     |
|  | 2022. június 1.   |           |           |                 |   | Wales | Wales | 1     |
|  |                   |           | Ukrajna   | Ukrajna         | 0 |       |       |       |
|  | Skócia            | Skócia    | Ukrajna   | Ukrajna         | 0 | 1     |       |       |
|  | Skócia            | Skócia    |           |                 |   |       |       |       |
|  | Ukrajna           | Ukrajna   | 3         |                 |   |       |       |       |
|  | Ukrajna           | Ukrajna   | 3         |                 |   |       |       |       |
|  |                   |           |           |                 |   |       |       |       |

### Összegzés
| 1. csapat | Eredmény | 2. csapat |
| --------- | -------- | --------- |
| Elődöntők |          |           |
| Skócia    | 1–3      | Ukrajna   |
| Wales     | 2–1      | Ausztria  |
| Döntő     |          |           |
| Wales     | 1–0      | Ukrajna   |

### Elődöntők
| 2022. március 24. 20:45 (19:45 UTC±0) |

| Wales        | 2–1               | Ausztria              |
| ------------ | ----------------- | --------------------- |
| Bale 25' 51' | (1–0) Jegyzőkönyv | B. Davies 65' (öngól) |

| Cardiff City Stadion, Cardiff Játékvezető: Szymon Marciniak (lengyel) |

| 2022. június 1. 20:45 (19:45 UTC±0) |

| Skócia       | 1–3               | Ukrajna                                   |
| ------------ | ----------------- | ----------------------------------------- |
| McGregor 79' | (0–1) Jegyzőkönyv | Jarmolenko 33' Jaremcsuk 49' Dovbyk 90+5' |

| Hampden Park, Glasgow Játékvezető: Danny Makkelie (holland) |

### Döntő
| 2022. június 5. 18:00 (17:00 UTC+1) |

| Wales                  | 1–0               | Ukrajna |
| ---------------------- | ----------------- | ------- |
| Jarmolenko 34' (öngól) | (1–0) Jegyzőkönyv |         |

| Cardiff City Stadion, Cardiff Játékvezető: Antonio Mateu Lahoz (spanyol) |

## B ág
2022. február 24-én az Ukrajna elleni orosz inváziót követően Csehország, Lengyelország és Svédország bejelentette, hogy nem hajlandó játszani Oroszország területén. Másnap az UEFA Végrehajtó Bizottsága úgy döntött, hogy Oroszországnak és Ukrajnának semleges helyszínen kell lejátszaniuk a hazai mérkőzéseiket, de ez a döntés nem vonatkozik a világbajnoki selejtezőkre, mert azok a FIFA hatáskörébe tartoznak. Február 26-án Lengyelország és Svédország, február 27-én Csehország is bejelentette, hogy a helyszíntől függetlenül nem hajlandó mérkőzést játszani Oroszország ellen. Még aznap, 27-én a FIFA közleményben tette közzé, hogy Oroszországnak semleges helyszínen, zárt kapuk mögött kell lejátszania a hazai mérkőzéseit, valamint nem használhatják az ország nevét, zászlaját, himnuszát. Az Orosz Labdarúgó-szövetség nevét használhatják. Másnap a FIFA úgy döntött, hogy eltiltja az orosz válogatottat a szerepléstől. Március 8-án a FIFA úgy döntött, hogy Lengyelország játék nélkül jut tovább Oroszország ellen.

### Ágrajz
|  |                   |               |                   |            |   |               |               |       |
|  | Elődöntők         | Elődöntők     | Elődöntők         |            |   | Döntő         | Döntő         | Döntő |
|  | Elődöntők         | Elődöntők     | Elődöntők         |            |   | Döntő         | Döntő         | Döntő |
|  | törölve           |               |                   |            |   |               |               |       |
|  |                   |               |                   |            |   |               |               |       |
|  | Oroszország       |               |                   |            |   |               |               |       |
|  |                   |               | 2022. március 29. |            |   |               |               |       |
|  | Lengyelország     | Lengyelország | játék nélkül      |            |   |               |               |       |
|  | Lengyelország     | Lengyelország | játék nélkül      |            |   | Lengyelország | Lengyelország | 2     |
|  | 2022. március 24. |               |                   |            |   | Lengyelország | Lengyelország | 2     |
|  |                   |               | Svédország        | Svédország | 0 |               |               |       |
|  | Svédország        | Svédország    | Svédország        | Svédország | 0 | 1             |               |       |
|  | Svédország        | Svédország    |                   |            |   |               |               |       |
|  | Csehország        | Csehország    | 0                 |            |   |               |               |       |
|  | Csehország        | Csehország    | 0                 |            |   |               |               |       |
|  |                   |               |                   |            |   |               |               |       |

### Összegzés
| 1. csapat     | Eredmény | 2. csapat     |
| ------------- | -------- | ------------- |
| Elődöntők     |          |               |
| Oroszország   | törölve  | Lengyelország |
| Svédország    | 1–0      | Csehország    |
| Döntő         |          |               |
| Lengyelország | 2–0      | Svédország    |

### Elődöntők
| 2022. március 24. 18:00 (20:00 UTC+3) |

| Oroszország | törölve | Lengyelország |
| ----------- | ------- | ------------- |
|             |         |               |

| VTB Aréna, Moszkva |

Lengyelország játék nélkül továbbjutott.
| 2022. március 24. 20:45 |

| Svédország   | 1–0 (h. u.)                 | Csehország |
| ------------ | --------------------------- | ---------- |
| Quaison 110' | (0–0, 0–0, 0–0) Jegyzőkönyv |            |

| Friends Arena, Solna Játékvezető: Michael Oliver (angol) |

### Döntő
| 2022. március 29. 20:45 |

| Lengyelország                            | 2–0               | Svédország |
| ---------------------------------------- | ----------------- | ---------- |
| Lewandowski 50' (11-esből) Zieliński 72' | (0–0) Jegyzőkönyv |            |

| Stadion Śląski, Chorzów Játékvezető: Daniele Orsato (olasz) |

## C ág

### Ágrajz
|  |                   |                 |                 |                   |   |            |            |       |
|  | Elődöntők         | Elődöntők       | Elődöntők       |                   |   | Döntő      | Döntő      | Döntő |
|  | Elődöntők         | Elődöntők       | Elődöntők       |                   |   | Döntő      | Döntő      | Döntő |
|  | 2022. március 24. |                 |                 |                   |   |            |            |       |
|  |                   |                 |                 |                   |   |            |            |       |
|  | Portugália        | Portugália      | 3               |                   |   |            |            |       |
|  | Portugália        | Portugália      | 3               | 2022. március 29. |   |            |            |       |
|  | Törökország       | Törökország     | 1               |                   |   |            |            |       |
|  | Törökország       | Törökország     | 1               |                   |   | Portugália | Portugália | 2     |
|  | 2022. március 24. |                 |                 |                   |   | Portugália | Portugália | 2     |
|  |                   |                 | Észak-Macedónia | Észak-Macedónia   | 0 |            |            |       |
|  | Olaszország       | Olaszország     | Észak-Macedónia | Észak-Macedónia   | 0 | 0          |            |       |
|  | Olaszország       | Olaszország     |                 |                   |   |            |            |       |
|  | Észak-Macedónia   | Észak-Macedónia | 1               |                   |   |            |            |       |
|  | Észak-Macedónia   | Észak-Macedónia | 1               |                   |   |            |            |       |
|  |                   |                 |                 |                   |   |            |            |       |

### Összegzés
| 1. csapat   | Eredmény | 2. csapat       |
| ----------- | -------- | --------------- |
| Elődöntők   |          |                 |
| Olaszország | 0–1      | Észak-Macedónia |
| Portugália  | 3–1      | Törökország     |
| Döntő       |          |                 |
| Portugália  | 2–0      | Észak-Macedónia |

### Elődöntők
| 2022. március 24.. 20:45 |

| Olaszország | 0–1               | Észak-Macedónia  |
| ----------- | ----------------- | ---------------- |
|             | (0–0) Jegyzőkönyv | Trajkovski 90+2' |

| Renzo Barbera Stadion, Palermo Játékvezető: Clément Turpin (francia) |

| 2022. március 24. 20:45 (19:45 UTC±0) |

| Portugália                      | 3–1               | Törökország |
| ------------------------------- | ----------------- | ----------- |
| Otávio 15' Jota 42' Nunes 90+4' | (2–0) Jegyzőkönyv | Yılmaz 65'  |

| Estádio do Dragão, Porto Játékvezető: Daniel Siebert (német) |

### Döntő
| 2022. március 29. 20:45 |

| Portugália        | 2–0               | Észak-Macedónia |
| ----------------- | ----------------- | --------------- |
| Fernandes 32' 65' | (1–0) Jegyzőkönyv |                 |

| Estádio do Dragão, Porto Játékvezető: Anthony Taylor (angol) |